# Савиха (Костромская область)
Савиха — деревня в составе Ивановского сельского поселения Шарьинского района Костромской области России.

## География
Деревня расположена на автодороге Урень — Шарья — Никольск — Котлас Р157, у речки Игошихе.

## История
В конце XVIII века деревня принадлежала Фёдору Глебовичу Салтыкову, сыну Салтычихи.
Согласно Спискам населенных мест Российской империи в 1872 году деревня относилась к 2 стану Ветлужского уезда Костромской губернии. В ней числилось 12 дворов, проживало 50 мужчин и 55 женщин.
Согласно переписи населения 1897 года в деревне проживало 153 человека (74 мужчины и 79 женщин).
Согласно Списку населенных мест Костромской губернии в 1907 году деревня относилась к Печенкинской волости Ветлужского уезда Костромской губернии. По сведениям волостного правления за 1907 год в деревне числилось 37 крестьянских дворов и 198 жителей. В деревне имелось 2 кузницы. Основным занятием жителей деревни был рогожный промысел.
До 2010 года деревня относилась к Печёнкинскому сельскому поселению.

## Население
| 2008 | 2010 | 2014 |
| ---- | ---- | ---- |
| 5    | ↘0   | ↗1   |